# 三竹占い
『三竹占い』（みたけうらない）は一部のテレビ朝日系列局で放送された深夜バラエティ番組である。お笑いコンビ・さまぁ〜ずと同オセロの松嶋尚美が司会を務めた。制作局のテレビ朝日では、2005年4月6日から2006年9月28日まで、毎週水曜24:45 ‐25:15（JST）に放送された。

## 番組概要
2004年10月から2005年3月まで放送された『指名手配』が前身で、同番組内の1コーナーであった占いコーナーをクローズアップした内容。毎回女性ゲスト（グラビアアイドル、女優など）を招き、占い師・泉谷綾子の占いによりゲストの未来をずばり透視し、その結果を元にゲストとトークや様々なゲームコーナーなどが展開された。
2006年9月28日に番組終了。翌週からは出演者・スタッフをほぼそのままに、グルメ情報にスポットを当て本番組をリニューアルした『三竹天狗』がスタートした。

## 出演者

### レギュラー出演
司会
- さまぁ〜ず（大竹一樹・三村マサカズ）
- 松嶋尚美（オセロ）

『指名手配』から引き続き3人で司会進行を担当。
占い師
- 泉谷綾子

本番組の進行のメインとなる占いを担当。ゲストに対しアドバイスを行う。
その他
- HOTTIE CAT

番組マスコット的存在のレゲエダンスユニット。ゲストに対してダンスを指導するコーナーを担当。番組中にレゲエダンスをしながら登場、ダンスを披露した。
- AKB48

2006年4月より「しがらみコーナー」で告知を担当。2006年1月からはエンディングテーマも担当。
- 松藤あつこ

広報兼アシスタント。2006年3月で卒業した。

### ゲスト出演
- 「放送リスト」参照。

## 主なコーナー
- ポラロイド撮影会

ゲストに様々な衣装を着てもらい、さまぁ〜ずの2人がその様子をポラロイドカメラで撮影する。2006年3月にはそのポラロイドを集めた写真集『三竹占い 生ポラ写真集』が発売された。
- 裏占い

泉谷綾子の占い結果から、放送がはばかられる内容のものがゲスト本人の元へ携帯メールで届く。裏占いの結果を放送しない代わりに、視聴者に対してゲストの私物がプレゼントされた。
- 今週のしがらみ

国内で開催されるイベント等の告知コーナー。チケットの先行予約受付や視聴者プレゼント告知も行われた。
- 三村部屋

「三村部屋」と呼ばれる密室の中で、ゲストがさまざまなシチュエーションの下あの手この手を使い三村に対して色仕掛けをする。それに対し三村は興奮を感じた毎に法螺貝を吹く。ゲストが三村にどれだけ法螺貝を吹かせるかに挑戦するコーナー。
- 今週の守護色ランキング

エンディングコーナー。泉谷綾子監修による週間守護色ランキングと解説を紹介。

## 放送リスト
| 回数   | 放送日(EX)     | ゲスト                                     |  |
| ------ | -------------- | ------------------------------------------ |  |
| 第1回  | 2005年4月6日   |                                            |  |
| 第2回  | 2005年4月13日  | 杏さゆり                                   |  |
| 第3回  | 2005年4月20日  | 宮地真緒                                   |  |
| 第4回  | 2005年4月27日  | 安めぐみ                                   |  |
| 第5回  | 2005年5月4日   | ソニン                                     |  |
| 第6回  | 2005年5月11日  | 藤崎奈々子                                 |  |
| 第7回  | 2005年5月18日  | ほしのあき                                 |  |
| 第8回  | 2005年5月25日  | 上原さくら                                 |  |
| 第9回  | 2005年6月1日   | 夏目ナナ                                   |  |
| 第10回 | 2005年6月15日  | 小林恵美                                   |  |
| 第11回 | 2005年6月22日  | 辺見えみり                                 |  |
| 第12回 | 2005年6月29日  | 熊田曜子                                   |  |
| 第13回 | 2005年7月6日   | 山口もえ                                   |  |
| 第14回 | 2005年7月13日  | 武内絵美・前田有紀                         |  |
| 第15回 | 2005年7月20日  | 原史奈                                     |  |
| 第16回 | 2005年8月3日   | みさきゆう                                 |  |
| 第17回 | 2005年8月10日  | 山本美憂                                   |  |
| 第18回 | 2005年8月17日  | Sugar                                      |  |
| 第19回 | 2005年8月24日  | さくら                                     |  |
| 第20回 | 2005年8月31日  | 村上祐子・堂真理子                         |  |
| 第21回 | 2005年9月7日   | 磯山さやか                                 |  |
| 第22回 | 2005年9月14日  | 持田真樹                                   |  |
| 第23回 | 2005年9月21日  | 森下千里                                   |  |
| 第24回 | 2005年9月28日  | 飯島愛                                     |  |
| 第25回 | 2005年10月5日  | 安倍麻美                                   |  |
| 第26回 | 2005年10月12日 | 大沢あかね                                 |  |
| 第27回 | 2005年10月19日 | 西川史子                                   |  |
| 第28回 | 2005年10月26日 | 水野裕子                                   |  |
| 第29回 | 2005年11月02日 | 三船美佳                                   |  |
| 第30回 | 2005年11月9日  | 吉井怜                                     |  |
| 第31回 | 2005年11月16日 | まちゃまちゃ                               |  |
| 第32回 | 2005年11月23日 | 坂下千里子                                 |  |
| 第33回 | 2005年11月30日 | 青田典子                                   |  |
| 第34回 | 2005年12月7日  | 及川奈央                                   |  |
| 第35回 | 2005年12月14日 | インリン・オブ・ジョイトイ                 |  |
| SP     | 2005年12月21日 | 三竹占い in 韓国                           |  |
| 第36回 | 2006年1月11日  | 花井美里・美崎悠・佐野夏芽                 |  |
| 第37回 | 2006年1月18日  | 矢部美穂                                   |  |
| 第38回 | 2006年1月25日  | 佐藤めぐみ                                 |  |
| 第39回 | 2006年2月1日   | 小阪由佳                                   |  |
| 第40回 | 2006年2月8日   | 国生さゆり                                 |  |
| 第41回 | 2006年2月22日  | 吉岡美穂                                   |  |
| 第42回 | 2006年3月1日   | 雛形あきこ                                 |  |
| 第43回 | 2006年3月8日   | くまきりあさ美・福井未菜・水崎綾女         |  |
| 第44回 | 2006年3月15日  | くまきりあさ美・福井未菜・水崎綾女         |  |
| 第45回 | 2006年3月22日  | AKB48                                      |  |
| 第46回 | 2006年3月29日  | 小野真弓                                   |  |
| 第47回 | 2006年4月5日   | 佐野夏芽・愛川ゆず季・相澤仁美             |  |
| 第48回 | 2006年4月12日  | さとう珠緒                                 |  |
| 第49回 | 2006年4月19日  | 磯山さやか                                 |  |
| 第50回 | 2006年4月26日  | 佐藤寛子                                   |  |
| 第51回 | 2006年5月10日  | 三倉茉奈・佳奈                             |  |
| 第52回 | 2006年5月17日  | 長谷部優                                   |  |
| 第53回 | 2006年5月24日  | 熊田曜子                                   |  |
| 第54回 | 2006年5月31日  | 吉野紗香                                   |  |
| 第55回 | 2006年6月7日   | 安田美沙子                                 |  |
| 第56回 | 2006年6月14日  | 時東ぁみ                                   |  |
| 第57回 | 2006年6月21日  | 矢吹春奈                                   |  |
| SP     | 2006年6月28日  | 大沢あかね・ほしのあき・青田典子           |  |
| 第58回 | 2006年7月5日   | 友近                                       |  |
| SP     | 2006年7月12日  | ホリプロスカウトキャラバングランプリ大集合 |  |
| 第59回 | 2006年7月12日  | あびる優                                   |  |
| 第60回 | 2006年7月19日  | 矢沢心                                     |  |
| 第61回 | 2006年7月26日  | 坂下千里子                                 |  |
| 第62回 | 2006年8月2日   | 前田有紀・上宮菜々子                       |  |
| 第63回 | 2006年8月9日   | 蒼井そら                                   |  |
| 第64回 | 2006年8月16日  | 中川翔子                                   |  |
| 第65回 | 2006年8月23日  | 杏さゆり                                   |  |
| 第66回 | 2006年8月30日  | 松嶋初音・木口亜矢・福島和可菜             |  |
| 第67回 | 2006年9月6日   | マリエ                                     |  |
| 第68回 | 2006年9月13日  | 長澤奈央                                   |  |
| 第69回 | 2006年9月20日  | 古瀬絵理                                   |  |
| 第70回 | 2006年9月27日  | 佐藤仁美                                   |  |

## 主題歌
歴代エンディングテーマ
- ネスミス『追伸』(2005年10月-12月)
- AKB48『Dear my teacher』（2006年1月-3月）
- AKB48『青空のそばにいて』（2006年4月-9月）

## スタッフ
- 構成：北本かつら ほか
- ディレクター：手塚公一（イースト）、佐藤俊一郎 ほか
- プロデューサー：長澤剛史／浦輝久（イースト）
- 技術協力：ヌーベルバーグ (撮影技術)、ヌーベルPC (編集・MA)、クジラノイズ (音響効果)
- 美術協力：アイエヌジー
- 制作：テレビ朝日、イースト

## ネット局と放送時間
| 放送対象地域 | 放送局           | 系列           | 放送日時         | 備考       |
| ------------ | ---------------- | -------------- | ---------------- | ---------- |
| 関東広域圏   | テレビ朝日       | テレビ朝日系列 | 水曜 24:45-25:15 | 制作局     |
| 秋田県       | 秋田朝日放送     | テレビ朝日系列 | 水曜 24:45-25:15 | 同時ネット |
| 石川県       | 北陸朝日放送     | テレビ朝日系列 | 水曜 24:45-25:15 | 同時ネット |
| 新潟県       | 新潟テレビ21     | テレビ朝日系列 | 水曜 24:45-25:15 | 14日遅れ   |
| 広島県       | 広島ホームテレビ | テレビ朝日系列 | 不定期 深夜      | -          |
| 熊本県       | 熊本朝日放送     | テレビ朝日系列 | 土曜 25:25-25:55 | 10日遅れ   |
| 沖縄県       | 琉球朝日放送     | テレビ朝日系列 | 木曜 25:11-25:41 | 8日遅れ    |

- 2005年12月21日(水)24:30-25:25放送の『三竹占い in 韓国 強運No.1決定戦 〜カジノで億万長者かよ? SP〜』は、山形テレビ、大分朝日放送、長崎文化放送でも同時ネットされた（琉球朝日放送は、2006年1月に遅れて放送された）。
- 秋田朝日放送は2006年4月5日よりテレビ朝日と同時ネット開始。
- 九州朝日放送では2005年10月から2006年3月まで放送された。
- 山口朝日放送では他番組の穴埋めとして単発放送された。

## 書籍
- 『三竹占い 生ポラ写真集』（2006年3月発売）出版社：テレビ朝日コンテンツ事業部